# Rhinns of Kells
Rhinns of Kells är en bergskedja i Storbritannien.   Den ligger i riksdelen Skottland, i den centrala delen av landet, 500 km nordväst om huvudstaden London.
Rhinns of Kells sträcker sig 63 km i öst-västlig riktning. Den högsta toppen är Merrick, 843 meter över havet.
Topografiskt ingår följande toppar i Rhinns of Kells:
- Alwhat
- Black Laggan
- Blackcraig Hill
- Blacklarg Hill
- Bogrie Hill
- Cairnkinna Hill
- Cairnsmore of Carsphairn
- Enoch Hill
- Kirriereoch Hill
- Lamachan Hill
- Larg Hill
- Merrick
- Millfore
- Polmaddie Hill
- Shalloch on Minnoch
- The Knipe